# サーミ語
サーミ語（サーミご、北部サーミ語: Sámegielat）とは、スカンジナビア半島、および、ロシアのコラ半島に住む先住民、サーミ人が使用する言語。古くはラップ語の名でも呼ばれていたが、現在この呼称が用いられることはほとんどない。詳しい言語の歴史は不明だが、フィンランド語に近いことから、ウラル語族フィン・ウゴル語派に分類することもできる。方言の差が大きく、それぞれの方言を独立した言語と見なして「サーミ諸語(Sami languages)」という言い方をされることが多い。ただし、スカンディナヴィア側のサーミ諸方言には共通した文語も多い。以下はその全方言である。

## 下位区分
1. 南部サーミ語：ノルウェー、スウェーデン
2. ウーメ・サーミ語：ノルウェー（消滅）、スウェーデン
3. ピーテ・サーミ語：ノルウェー（消滅）、スウェーデン
4. ルレ・サーミ語：ノルウェー、スウェーデン
5. 北部サーミ語：ノルウェー、スウェーデン、フィンランド
6. スコルト・サーミ語：フィンランド、ロシア
7. イナリ・サーミ語：フィンランド
8. キルディン・サーミ語：ロシア
9. テル・サーミ語: ロシア（極少）
10. ケミ・サーミ語: フィンランド、ロシア（1800年代に消滅）
11. アッカラ・サーミ語（バビノ方言）: ロシア（2003年12月29日に消滅）

（番号1〜9が地図上の番号と対応。10〜11は死語）
話者の急激な減少は見られないが、ほとんどの人が自分の住む地域が属す国（ラップランドはスウェーデン・ノルウェー・フィンランド・ロシアに属す）の言葉も操るバイリンガルである。
これらの方言の違いは、過去に混血してきた諸民族の言語の影響を受けているからだと言われる。方言が違うと別の言語ともとれるような様相を呈すが、自然環境に関連した語彙が豊富であるという点で、共通した特徴を持つ。
これらの方言のうち、南部・ルレ・スコルト・イナリ・北部サーミ語はラテン文字で、キルディン・サーミ語はキリル文字で表記する。それ以外は文字を持たない。